# 10e dynastie van Egypte
De eerste tussenperiode begint in ca. 2216 v.Chr. (met de 7e en 8e dynastie van Egypte) en eindigt in ca. 2040 v.Chr. (met de 9e en 10e dynastie). De 9e en 10e dynastie komen uit Heracleopolis. De 11e dynastie uit Thebe regeerde nog door tot 1991 v.Chr. (en wordt als dynastie in de periode van het Middenrijk geplaatst). Deze dynastieën werden gesticht door nomarchen (lokale machthebbers) die zichzelf tot koning uitriepen en die de andere provincies inlijfden. Het kwam regelmatig tot botsingen tussen de dynastieën uit Herakleopolis en Thebe. Rond 2040 v.Chr. veroverde de Thebaanse heerser Nebhepetre Mentoehotep de noordelijke provincies waarmee Egypte weer een eenheid werd, en daarmee begon het Middenrijk.

## Farao's
- Kheti V (Achtoy V)
- Meri
- Kheti VI (Achtoy VI)
- Kheti VII (Achtoy VII)
- Merikare